# Arafuravårtorm
Arafuravårtorm (Acrochordus arafurae), är en art i familjen vårtormar. Den förekommer i nordliga Australien och Nya Guinea. Ormen är inte giftig och är ofarlig för människor.

## Kännetecken
Arafuravårtormen är en vattenlevande orm som kan bli upp till 2,5 meter i längd, honorna oftast större än hannarna. Den har löst, pösigt skinn och rör sig sakta runt och letar föda på natten, genom att stöta huvudet mot hål i bottensediment och flodbanker. Födan består främst av fiskar och arafuravårtormen kan fånga fiskar som väger upp emot ett kilogram.
Färgerna på ormen varierar inte så mycket. Vanligen är den ljusbrun eller grå, med ett mörkbrunt eller svart sicksack-band eller fläckar längs ryggen.

## Levnadssätt
Arafuravårtormen väljer sin livsmiljö mycket beroende på årstiden. Under torkperioden väljer ormen avstängda laguner och pölar, i Australien kända som billabongs. Honan kan få upp till 17 ungar.